# Сарыбулак (Айыртауский район)
Сарыбулак (каз. Сарыбұлақ) — село в Айыртауском районе Северо-Казахстанской области Казахстана. Входит в состав Сырымбетского сельского округа. Код КАТО — 593249500.

## Население
В 1999 году население села составляло 243 человека (135 мужчин и 108 женщин). По данным переписи 2009 года, в селе проживало 138 человек (79 мужчин и 59 женщин).